# Vailhourles
Vailhourles település Franciaországban, Aveyron megyében. Lakosainak száma 651 fő (2022. január 1.). Vailhourles Martiel, La Rouquette, Savignac, Castanet, Parisot és Puylagarde községekkel határos.

## Népesség
A település népessége az elmúlt években az alábbi módon változott:
| Lakosok száma | 615  | 556  | 535  | 600  | 709  | 663  | 634  | 636  | 636  | 651  |
|               | 1968 | 1982 | 1990 | 2006 | 2013 | 2015 | 2017 | 2019 | 2020 | 2022 |